# FAI Cup 1993-1994
La stagione 1993-1994 è stata la settantatreesima edizione della FAI Cup, principale competizione nazionale calcistica irlandese.

## Risultati

### Primo turno
| Squadra 1         | Risultato         | Squadra 2           |
| ----------------- | ----------------- | ------------------- |
| Athlone Town      | 0 - 0 1 - 2       | Home Farm           |
| Bluebell Utd      | 0 - 0 0 - 2       | Fermoy              |
| Bohemians         | 1 - 1 2 - 2 1 - 0 | Shamrock Rovers     |
| Bray Wanderers    | 1 - 1 2 - 1       | Cherry Orchard      |
| Cork City         | 4 - 1             | Elm Rovers          |
| Derry City        | 2 - 1             | Drogheda Utd        |
| Finn Harps        | 1 - 1 3 - 1       | UCD                 |
| Galway Utd        | 0 - 0 4 - 3       | Dundalk             |
| Kilkenny City     | 4 - 2             | Casement Celtic     |
| Monaghan Utd      | 1 - 0             | Longford Town       |
| Shelbourne        | 0 - 1             | Limerick            |
| Sligo Rovers      | 1 - 1 2 - 1       | Glenmore Rovers     |
| St. James's Gate  | 3 - 1             | College Corinthians |
| St Patrick's      | 3 - 0             | Garda               |
| Waterford United  | 0 - 1             | Cobh Ramblers       |
| Whitehall Rangers | 0 - 0 0 - 1       | Glebe North         |

### Secondo turno
| Squadra 1        | Risultato   | Squadra 2      |
| ---------------- | ----------- | -------------- |
| Cobh Ramblers    | 2 - 1       | Kilkenny City  |
| Derry City       | 3 - 1       | Bray Wanderers |
| Dundalk          | 0 - 2       | Bohemians      |
| Fermoy           | 0 - 1       | Limerick       |
| Finn Harps       | 0 - 0 1 - 0 | Monaghan Utd   |
| Glebe North      | 0 - 2       | Home Farm      |
| Sligo Rovers     | 2 - 0       | Cork City      |
| St. James's Gate | 0 - 5       | St Patrick's   |

### Quarti di finale
| Squadra 1    | Risultato   | Squadra 2     |
| ------------ | ----------- | ------------- |
| Derry City   | 1 - 0       | St Patrick's  |
| Bohemians    | 1 - 1 4 - 1 | Home Farm     |
| Limerick     | 2 - 1       | Monaghan Utd  |
| Sligo Rovers | 1 - 0       | Cobh Ramblers |

### Semifinali
| Squadra 1    | Risultato | Squadra 2 |
| ------------ | --------- | --------- |
| Derry City   | 1 - 0     | Bohemians |
| Sligo Rovers | 1 - 0     | Limerick  |

### Finale
| Dublino 15 maggio 1994                 | Sligo Rovers | 1 – 0 | Derry City | Lansdowne Road |
| \| \| \| \| \| Carr \| Marcatori \| \| |              |       |            |                |
|                                        |              |       |            |                |
| Carr                                   | Marcatori    |       |            |                |